# Chapelle Saint-Jean de Laroque
Pour les articles homonymes, voir Chapelle Saint-Jean.
La chapelle Saint-Jean de Laroque est un édifice religieux situé au cœur du village médiéval de Laroque dans le département français de l'Hérault et la région Occitanie.

## Historique

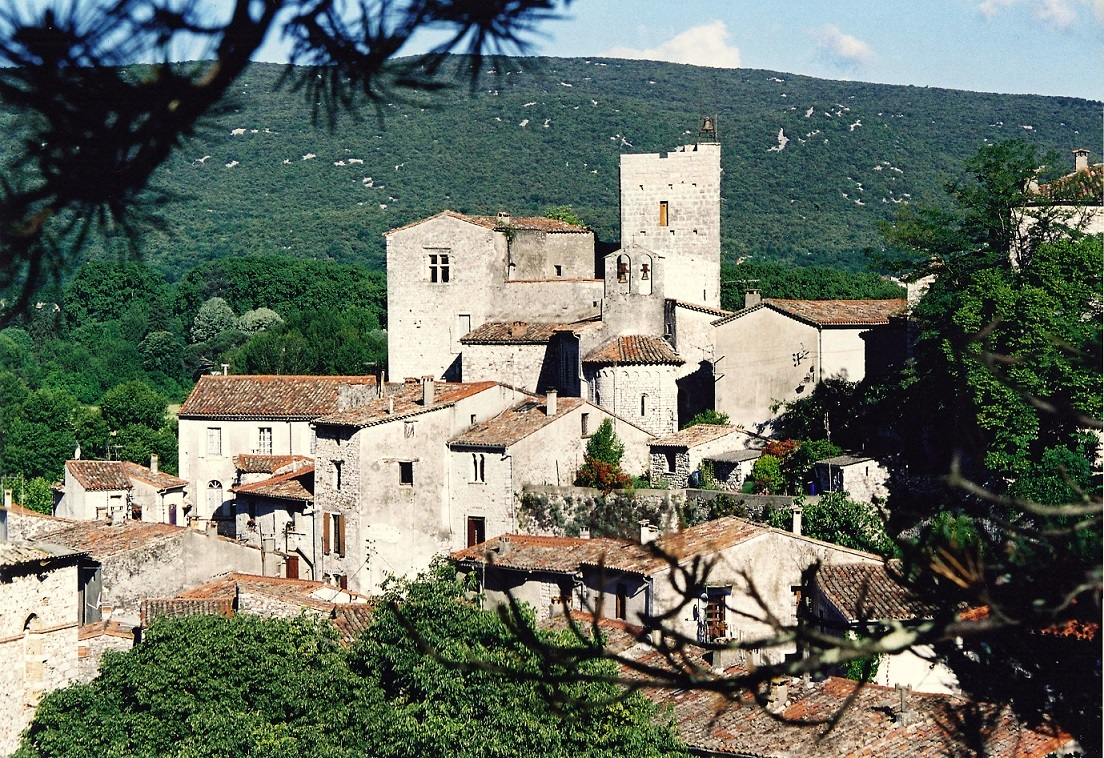
Vue du château, de la chapelle Saint-Jean et du village médiéval de Laroque.

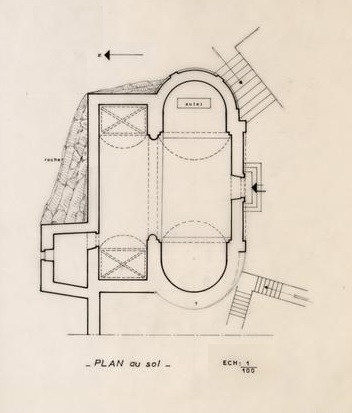
Plan de la chapelle Saint-Jean.

Propriété des seigneurs du lieu, la chapelle, adossée au donjon du château médiéval et placée sous le vocable de Saint Jean (Sancti Johannis de Roca en latin), faisait partie intégrante de l'ancien castrum. Destinée à l'origine à un usage privé, elle est finalement donnée en 1155 à l'Évêque de Maguelone afin que le village, qui relevait jusqu'alors de la paroisse voisine de Ganges, soit érigé en paroisse indépendante,.
La chapelle ne reste église paroissiale que peu de temps. De dimensions réduites, elle devient rapidement trop exiguë pour une population en pleine croissance. Dès la fin du  XIIe siècle, une nouvelle église, plus vaste, construite hors les fortifications en bordure de l'Hérault et placée sous le vocable de Sainte Marie-Madeleine, lui est substituée. La chapelle, protégée par l'enceinte du vieux castrum, ne redeviendra église paroissiale qu'à l'occasion des périodes troublées. Elle sera ainsi agrandie sur la cour du château au XIVe siècle pour pouvoir accueillir toute la population.
Au XVIIe siècle et XVIIIe siècle, plusieurs membres de la famille des seigneurs du lieu s'y font ensevelir. Au cours du siècle suivant, la chapelle est dédiée à la Vierge et à Saint Dominique par le chanoine Roussel, resté 57 ans curé de la paroisse, de 1833 à 1890 et s'orne d'un décor mural réalisé par le peintre Descombette. Elle devient finalement propriété communale en 1905 à la suite de la loi de séparation des Églises et de l'État. 
En 1978, son toit s'étant effondré, Mlle Marie-Rose Aifre, propriétaire du donjon et du corps de logis du château, met en œuvre l'Association de sauvegarde de la Chapelle Saint-Jean de Laroque pour sauver le bâtiment de la ruine. Outre sa toiture, le surplus des subventions obtenues permettra également de restaurer son abside romane.
Quelques années plus tard, en 2001, l'association étend ses statuts à la mise en valeur du patrimoine architectural et historique de l'ensemble du village, devenant l'Association de sauvegarde et de mise en valeur de la Chapelle Saint-Jean et du Patrimoine historique de Laroque-Aynier. La municipalité, de concert avec l'association, lance alors un programme de restauration complète de la chapelle avec le soutien des Monuments historiques et des Bâtiments de France. Les travaux de restauration se sont achevés en 2005. En 2009, son autel roman, qui a pu être reconstitué à partir des éléments d'origine jusque-là dispersés dans le bâtiment, est réinstallé dans l'abside médiévale. 
Actuellement, la chapelle est toujours sacralisée : une messe y est célébrée au moins une fois par an pour la Saint Jean-Baptiste. Ses deux cloches sonnent tous les jours l'Angélus en même temps que celles de l'église paroissiale de Sainte Marie-Madeleine. Ouverte au public pour les Journées européennes du patrimoine et durant les deux mois et demi d'été où elle peut être visitée, la chapelle accueille également des animations culturelles : concerts de musique, chorales et expositions.

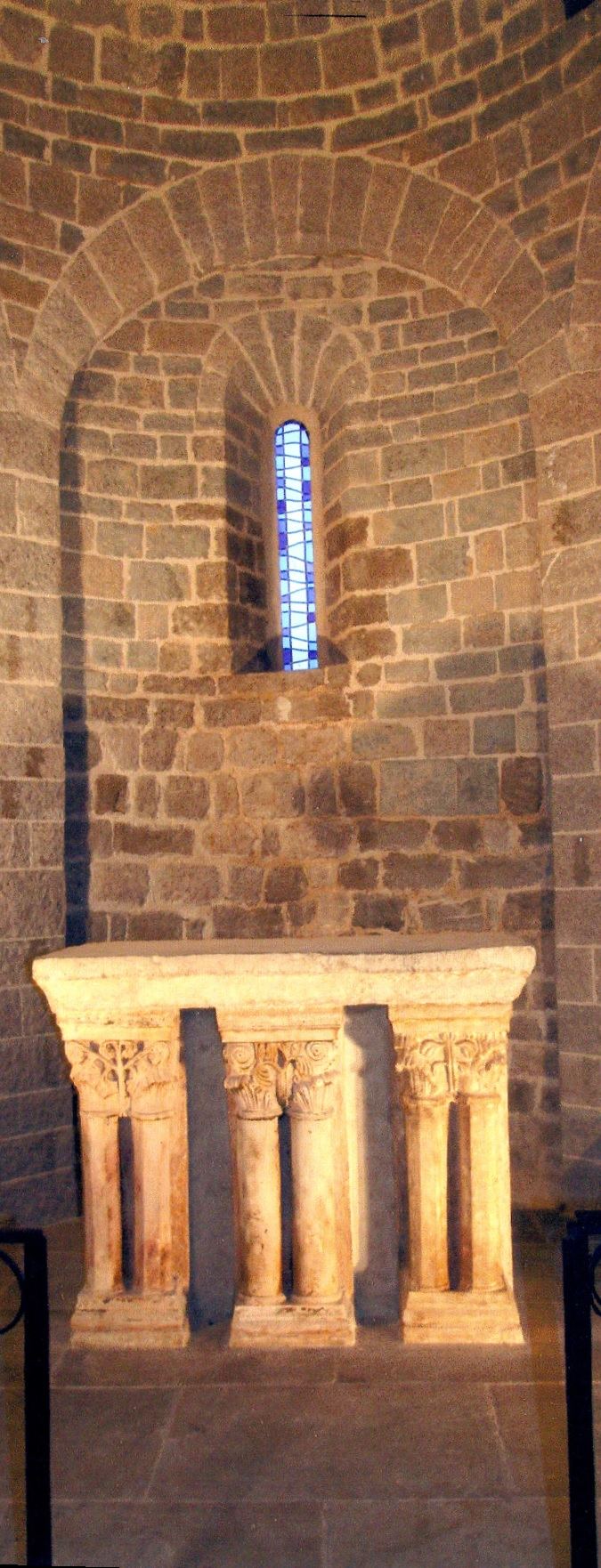
Autel roman (XII). Classé

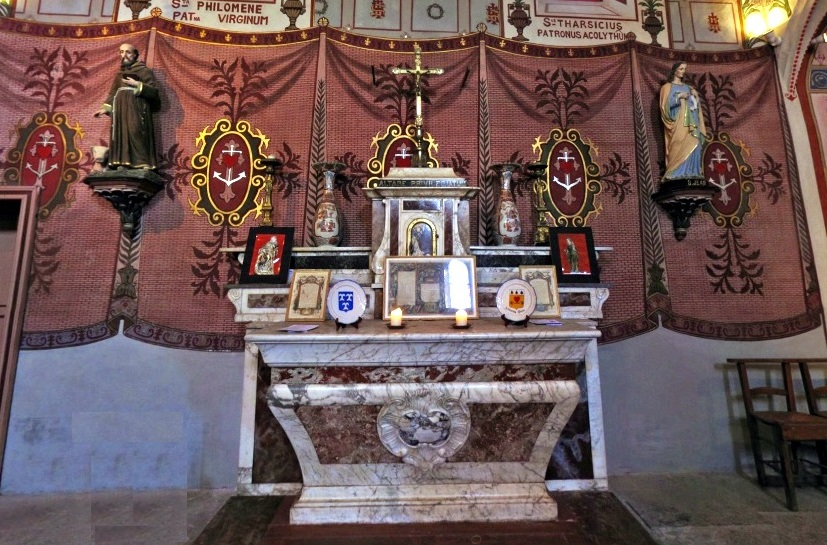
Autel majeur (XVIII).

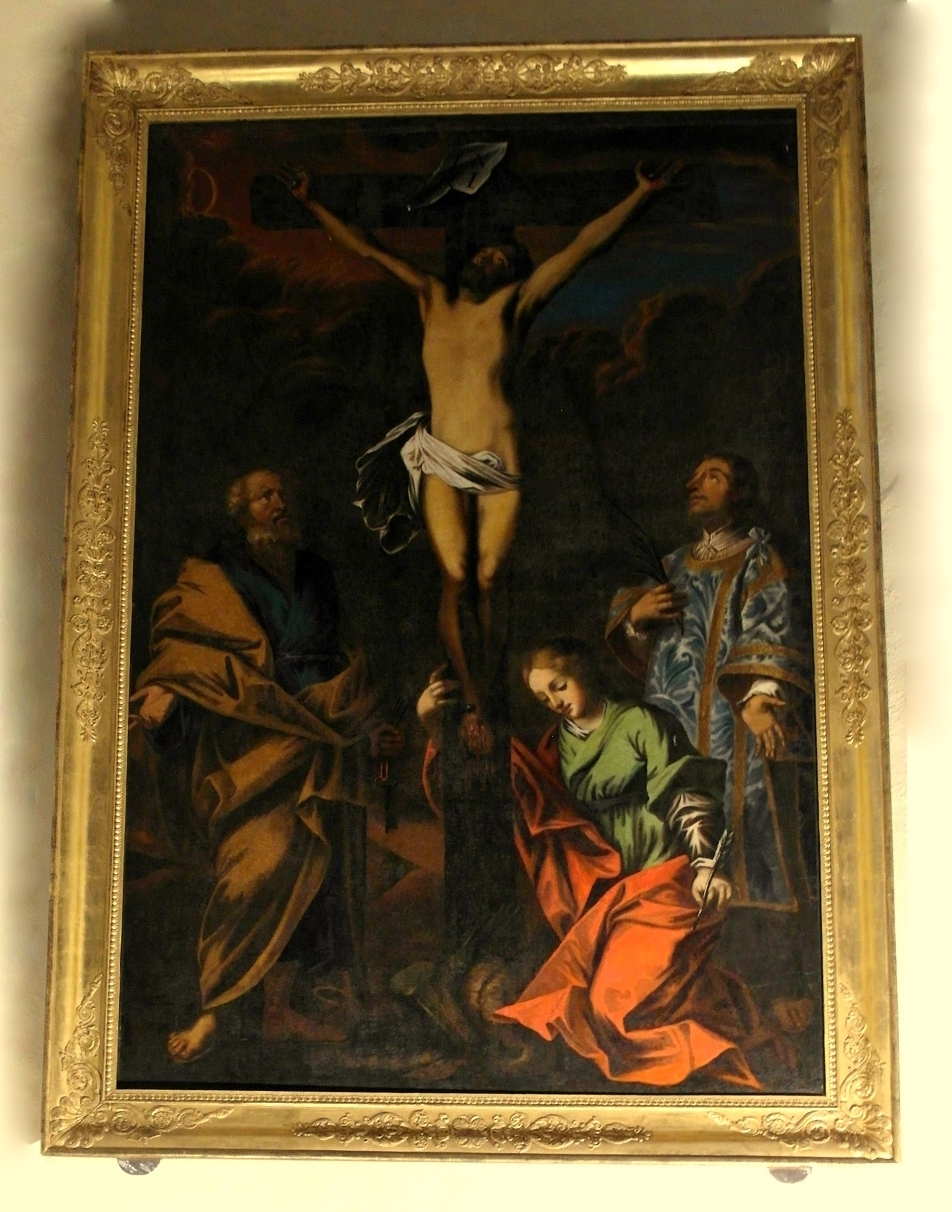
Tableau de la Crucifixion (École française du XVII). Classé.

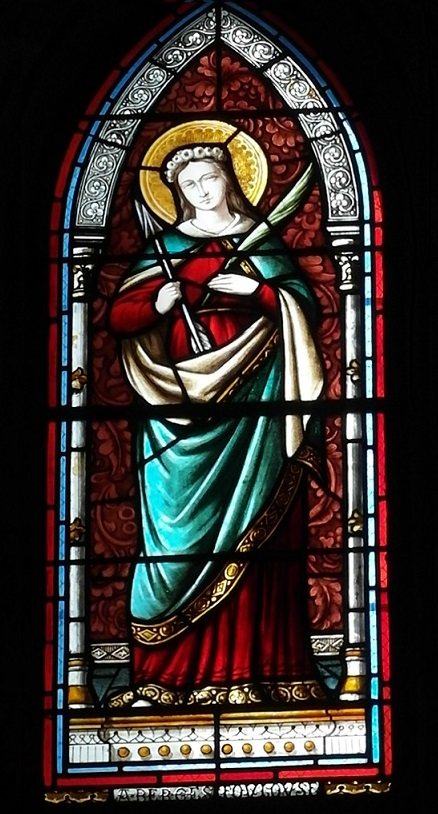
Vitrail de Sainte Philomène.

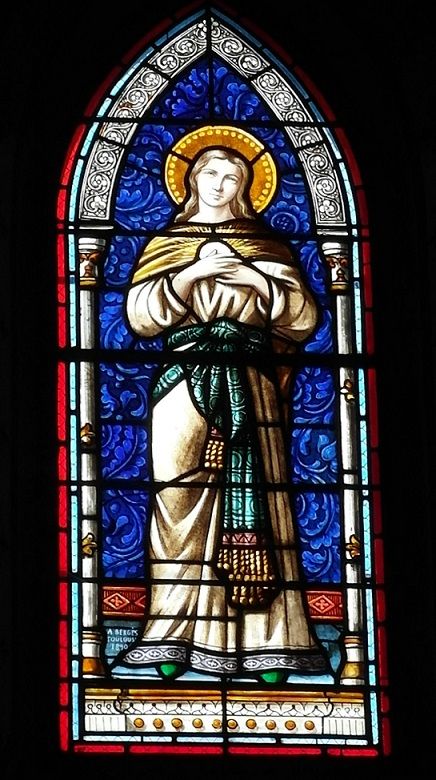
Vitrail de Saint Tarsicius.

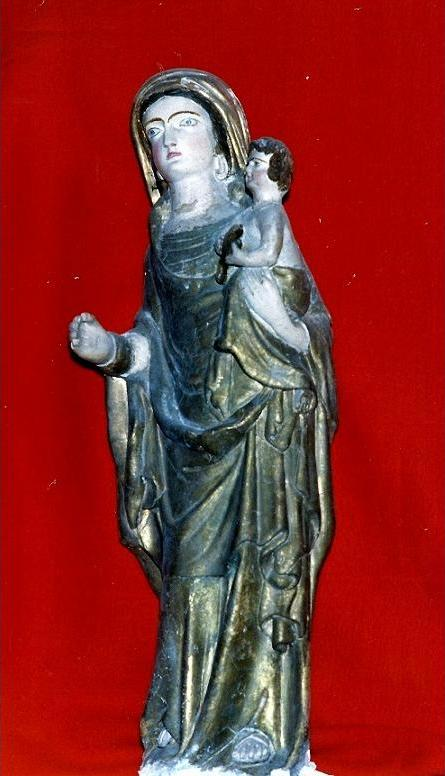
Vierge à l'enfant et à l'oiseau (XIV). Classée.

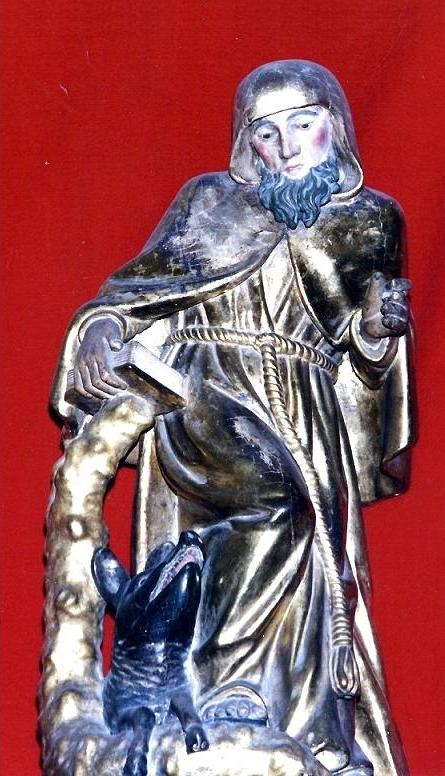
Saint Antoine le Grand (XVII). Classée.

## Protection juridique
La chapelle fait l’objet d’une inscription au titre des monuments historiques depuis un arrêté du 22 janvier 1979.

## Architecture

### Extérieur
La partie la plus ancienne du bâtiment, datée du XIe siècle, correspond à l'ancienne chapelle castrale. Du premier âge roman, elle est bâtie en petits moellons de pierre taillée au marteau à joints épais. Son chevet, semi circulaire et orienté vers l'est, est animé de quatre arcatures aveugles, encadrées de lésènes et surmontées d'un cordon constitué de dents d’engrenage. Il est agrémenté de trois baies en meurtrière à double ébrasement. Sa façade sud, qui donne sur le parvis, percée de deux baies à double ébrasement plus larges, date de cette époque et présente un appareil semblable au chevet. Une meurtrière y a été retrouvée lors de la restauration de l'édifice. La porte d'entrée en son centre date du XIXe siècle, la porte d'origine avec son arc plein cintre, qui a été mise à jour à son extrémité sud-ouest, a depuis été recouverte de crépi.
Au nord, la tour de défense militaire, devenue par la suite sacristie, accolée au donjon, date du XIIIe siècle. Elle est constituée de pierres relativement homogènes et traitée en crépi frotté, laissant en évidence les pierres d'angle et l'échauguette.
Les autres façades, à l'est et au nord, datent de l'agrandissement de la chapelle sur la cour du château au cours du XIVe siècle. Les pierres étant irrégulières et non homogènes, elles ont été crépies. À noter en soubassement la base de la pointe du rocher qui affleure. Les traces d'un litre funéraire qui  subsistaient sur la façade nord, n'ont pas pu être restaurées (dont une palme rouge et des fragments de blasons).
Les cloches originelles ayant disparu, probablement fondues à une époque indéterminée, deux cloches ont été replacées en 2004 à leur emplacement primitif sur le clocher à double arcade. La plus grosse pèse 150 kg et sonne le ré. La plus petite pèse 80 kg et sonne le fa dièse.

### Intérieur
À l’intérieur de la chapelle, la partie castrale, la première en entrant, de dimensions réduites (12,5 m x 4,5 m), est à nef unique en berceau. Elle contenait à l'origine une cuve baptismale en pierre, qui a été retrouvée dans la cour d'une propriété voisine. La voûte de la nef a été refaite au XIVe siècle, consécutivement à la démolition du mur nord pour agrandissement de la chapelle. À son extrémité, l'abside romane, en cul de four, orientée vers l'est, contient son autel d’origine, remarquablement conservé, en calcaire dur, daté du XIIe siècle. Classé, il est façade à trois colonnettes doubles, asymétriques, à chapiteaux sculptés de motifs végétaux (traces de polychromie rouge et verte et d'anciens forets d'incrustation). À l'opposé, l'abside ouest, semi circulaire, a été rajoutée au XIXe siècle. À noter en soubassement la base de la pointe du rocher qui affleure. Cette abside remplace un mur droit qui se trouvait à l'emplacement actuel de la grille du chœur. C'est contre ce dernier que se trouvait la porte d'entrée d'origine qui permettait d'accéder directement au donjon. 
La seconde partie de la chapelle, de dimensions tout aussi réduites (10,5 m x 3 m), rajoutée au XIVe siècle par agrandissement sur la cour du château, comprend une nef plein cintre, terminée à chaque extrémité par deux chapelles en croisées d’ogives gothiques, bâties en briques pleines sur champ : celle située à l'est est dédiée à Saint Joseph, celle située à l'ouest, est dédiée à la Vierge remettant le rosaire à Saint Dominique. Ces deux chapelles sont décorées au pochoir. Les motifs à la base des croisées d’ogives reproduisent les peintures au sang de bœuf du XIVe siècle retrouvées lors de la restauration de l'édifice. Le mur nord et la voûte ont été ornés au XIXe siècle d’un décor peint rappelant une draperie agrémentée de différents motifs, restaurée à l'identique. Au centre, l'autel majeur (altare privilegiatum en latin), en marbre rose, date du XVIIIe siècle. De chaque côté, les deux vitraux, qui représentent respectivement Sainte Philomène et Saint Tarsicius, ont été exécutés par l'atelier Bergés de Toulouse en 1890. Une porte latérale à l'autel permet d’accéder à la sacristie, ancienne tour de défense militaire datant du XIIIe siècle.

### Mobilier
- Siège cathèdre (XVIIIe siècle) : en bois noyer (abside romane).
- Tableau de la Crucifixion (École française du XVIIe siècle) : probablement d'Antoine Ranc, peintre montpelliérain. Classé et restauré (abside ouest de la chapelle castrale).
- Banc des Consuls (inscription datée de 1779) : en bois (id.).
- Tabouret (XVIIe siècle) : en bois noyer (id.).
- Pupitre de missel (XVIIe siècle) : en bois doré.
- Grilles du chœur (XVIIIe siècle) : fer forgé (deux absides de la chapelle castrale).
- Triptyque du canon de la messe (XVIIIe siècle) : enluminé à la main (autel majeur).
- Vases japonais, offerts par un des frères Valmalle, industriels laroquois qui commerçaient avec le Japon au XIXe siècle (id.).

Les deux statues qui se trouvaient dans la chapelle avant sa réfection en 1978, ont été provisoirement descendues dans l'église paroissiale Sainte Marie-Madeleine. Elles devraient très prochainement être replacées la chapelle :
- Vierge à l'enfant et à l'oiseau (XIVe siècle) : de style grec, classée, en marbre de Carrare, polychrome au XVIIIe siècle.
- Saint Antoine le Grand (XVIIe siècle) : classée, en bois doré.

Les deux statues actuelles, de chaque côté de l'autel majeur, en plâtre, datent du XIXe siècle :
- Saint Jean l’Évangéliste (à droite).
- Saint Antoine de Padoue (à gauche)[9].